# دژولدژاگ
دژولدژاگ (به لاتین: Dzhuldzhag) یک منطقهٔ مسکونی در روسیه است که در داغستان واقع شده‌است.